# Senza traccia
Senza traccia (Without a Trace) è una serie televisiva statunitense prodotta dal 2002 al 2009.
Dopo essere stata per anni una delle punte di diamante della CBS, il network decise di contenere i costi e, dovendo scegliere tra Senza traccia e Cold Case - Delitti irrisolti (entrambe serie prodotte dalla Warner Bros.), il 19 maggio 2009, nonostante gli 11 milioni di spettatori di media dell'ultima stagione, ha cancellato la serie, che ha così avuto termine con la settima stagione. In Italia la serie è stata trasmessa in prima visione da Rai 2.

## Trama
La serie, ambientata a New York, racconta le vicende di una speciale sezione dell'FBI dedita al rintracciare e ritrovare persone scomparse. Attraverso l'ampio uso di flashback vengono ripercorse le ultime ore dei ricercati prima della scomparsa, mentre i membri della squadra, raccogliendo indizi e informazioni, cercano di ricostruirne i movimenti e le azioni, allo scopo di arrivare al loro ritrovamento.

## Episodi
| Stagione         | Episodi | Prima TV originale | Prima TV Italia |
| ---------------- | ------- | ------------------ | --------------- |
| Prima stagione   | 23      | 2002-2003          | 2004            |
| Seconda stagione | 24      | 2003-2004          | 2005            |
| Terza stagione   | 23      | 2004-2005          | 2006-2007       |
| Quarta stagione  | 24      | 2005-2006          | 2007-2008       |
| Quinta stagione  | 24      | 2006-2007          | 2008-2009       |
| Sesta stagione   | 18      | 2007-2008          | 2009            |
| Settima stagione | 24      | 2008-2009          | 2010            |

## Personaggi e interpreti
- John Michael "Jack" Malone (stagioni 1-7), interpretato da Anthony LaPaglia, doppiato da Stefano De Sando.
Agente federale divorziato dall'ex moglie Maria e padre delle due figlie Hannah e Kate, è a capo di una squadra dell'FBI specializzata in persone scomparse, in cui lavora da dodici anni. A venticinque anni ha tentato il suicidio, decidendo poi di iniziare a studiare e prendere una specializzazione in psicologia. Il padre Frank era un soldato di alto grado che ora soffre di alzheimer, per questo motivo  a diciott'anni entrò a far parte dell'esercito.
- Samantha "Sam" Spade (stagioni 1-7), interpretata da Poppy Montgomery, doppiata da Monica Ward.
Giovane agente, ex amante di Jack, ha avuto in seguito una relazione anche con Martin. Prima di entrare a far parte della squadra era un'agente di polizia. Durante la storia di una notte rimane incinta del piccolo Finn.
- Vivian "Viv" Johnson (stagioni 1-7), interpretata da Marianne Jean-Baptiste, doppiata da Laura Romano.
Moglie nonché madre del piccolo Reggie, è una donna afroamericana forte e sicura, la vice di Jack. Convive con dei seri problemi cardiaci.
- Danny Taylor (stagioni 1-7), interpretato da Enrique Murciano, doppiato da Christian Iansante.
Di origine latinoamericana, ha cambiato il suo cognome d'origine per distaccarsi dalla famiglia; il padre era infatti un uomo violento, e ha un fratello maggiore che si mette sempre nei guai con la legge.
- Martin Fitzgerald (stagioni 1-7), interpretato da Eric Close, doppiato da Oreste Baldini.
Figlio di un alto dirigente dell'FBI, viene per questo visto, in particolare da Danny, come un raccomandato da parte delle alte sfere dell'agenzia, nonostante Martin non abbia buon rapporto con il padre. Ha avuto una relazione con Sam, per poi troncarla.
- Elena Delgado (stagioni 4-7), interpretata da Roselyn Sánchez, doppiata da Gilberta Crispino.
Giovane e bella agente di origine latinoamericana. Ha una figlia di nome Sofia, avuta dal suo ex fidanzato Carlos. Lei e Danny intraprendono una relazione.

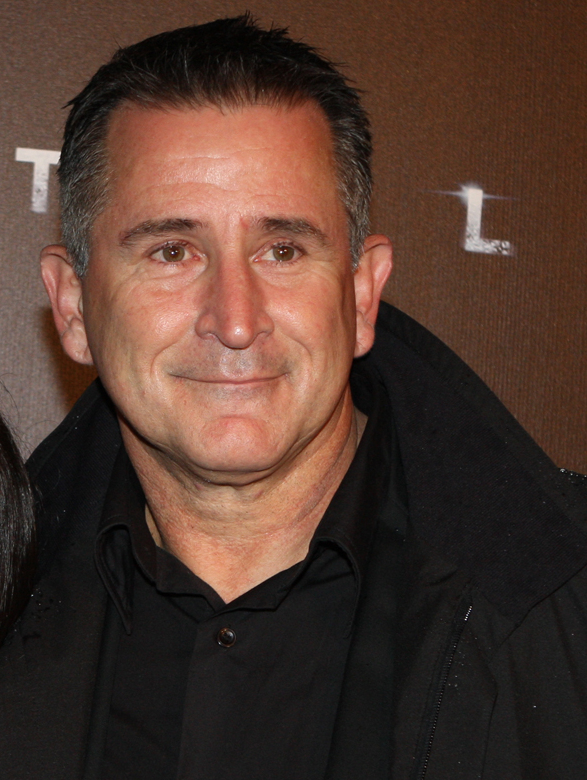
Anthony LaPaglia interpreta John Michael Malone
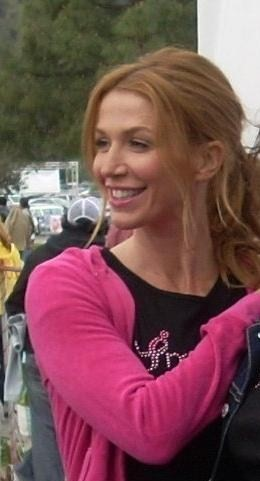
Poppy Montgomery interpreta Samantha Spade
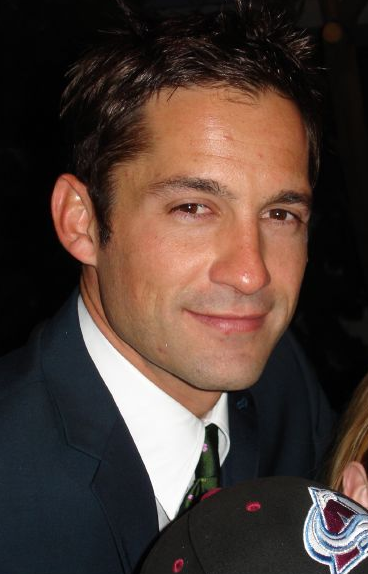
Enrique Murciano interpreta Danny Taylor
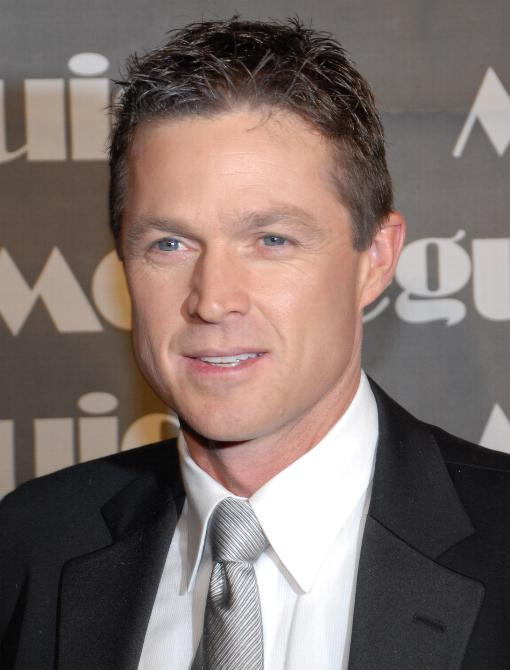
Eric Close interpreta Martin Fitzgerald
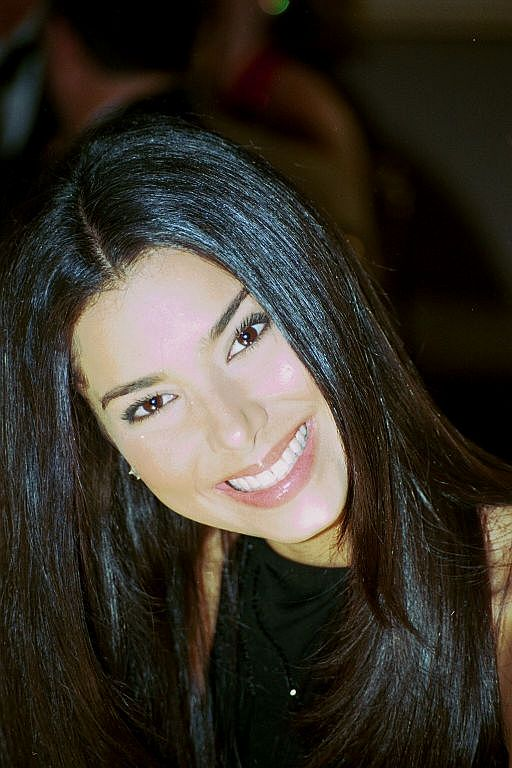
Roselyn Sánchez interpreta Elena Delgado

## Riconoscimenti
- 2003 - Premio Emmy
  - Migliore attore ospite in una serie drammatica - Creative Arts Emmy Awards a Charles S. Dutton
  - Outstanding Art Direction for a Single Camera Series per l'episodio Giorno di compleanno
- 2003 - ASCAP Award
  - Top TV Series
- 2003 - BMI Film & TV Awards
  - BMI TV Music Award a Peter Manning Robinson
- 2004 - Golden Globe
  - Miglior attore in una serie drammatica ad Anthony LaPaglia
- 2004 - ASCAP Award
  - Top TV Series
- 2004 - BMI Film & TV Awards
  - BMI TV Music Award a Peter Manning Robinson
- 2004 - Artios Award
  - Best Casting for TV - Dramatic Episodic
- 2004 - Gracie Allen Awards
  - Outstanding Entertainment Program - Drama
- 2005 - ASCAP Award
  - Top TV Series
- 2005 - BMI Film & TV Awards
  - BMI TV Music Award a Peter Manning Robinson
- 2006 - ASCAP Award
  - Top TV Series
- 2007 - Young Artist Awards
  - Best Performance in a TV Series (Comedy or Drama) - Guest Starring Young Actor a Darian Weiss
- 2007 - BMI Film & TV Awards
  - BMI TV Music Award a Peter Manning Robinson
- 2008 - ALMA Award
  - Outstanding Actress in a Drama Television Series a Roselyn Sánchez
- 2008 - BMI Film & TV Awards
  - BMI TV Music Award a Peter Manning Robinson
- 2009 - BMI Film & TV Awards
  - BMI TV Music Award a Richard Marvin

## Crossover
Senza traccia ha avuto un crossover con la serie CSI - Scena del crimine. Il 6º episodio della sesta stagione di Senza traccia (Ladro di bambini) è la conclusione del 6º episodio dell'ottava stagione di CSI - Scena del crimine (Il rapimento).